# La Coucourde
La Coucourde is een gemeente in het Franse departement Drôme (regio Auvergne-Rhône-Alpes). De plaats maakt deel uit van het arrondissement Nyons. La Coucourde telde op 1 januari 2022 1.214 inwoners.

## Geografie
De oppervlakte van La Coucourde bedraagt 11,15 vierkante kilometer; de bevolkingsdichtheid is 104 inwoners per km² (per 1 januari 2019).

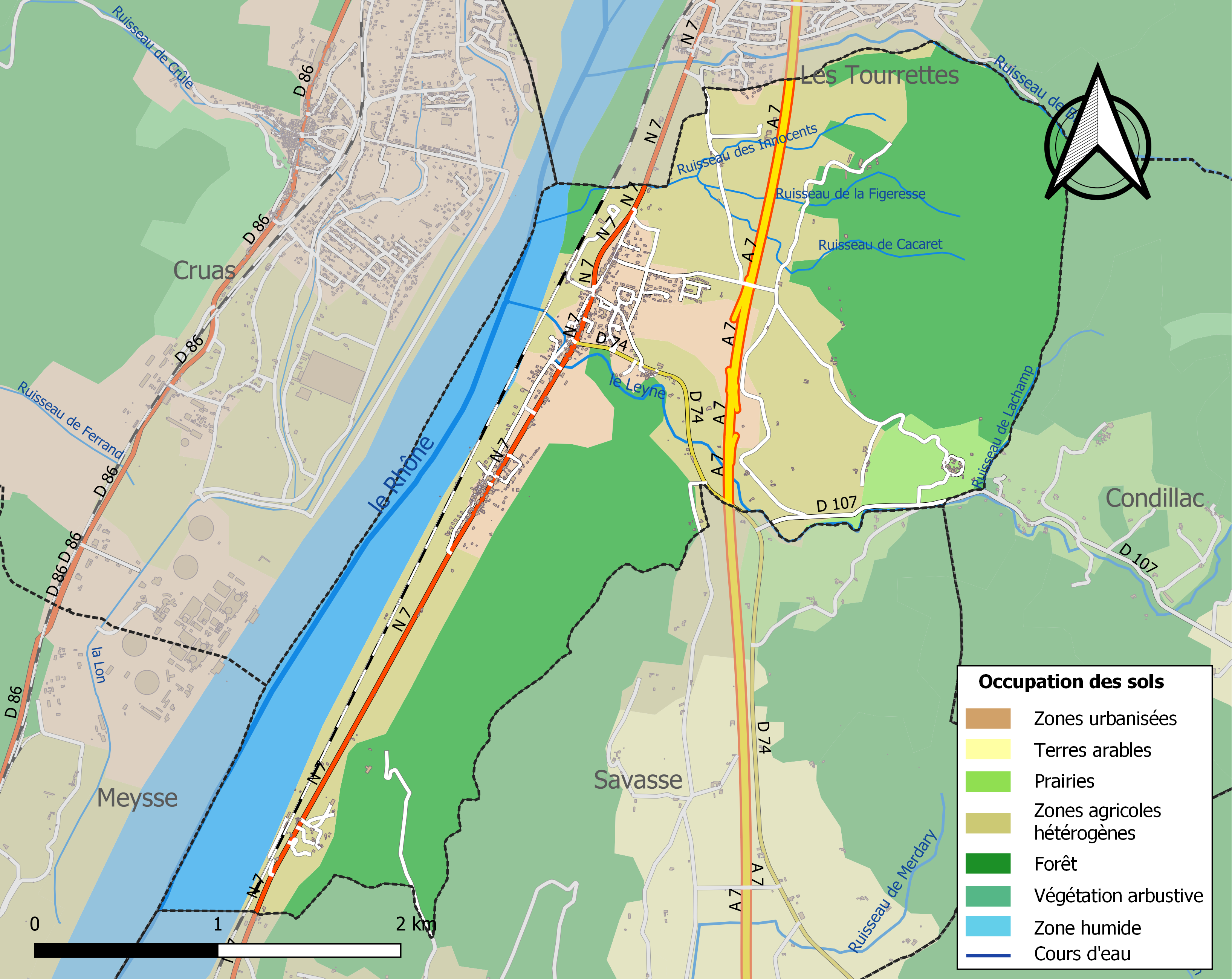
Kaart van de gemeente met belangrijkste infrastructuur, bodemgebruik en omliggende gemeenten

## Demografie
Onderstaande figuur toont het verloop van het inwonertal (bron: INSEE-tellingen).